# Matheus Müller

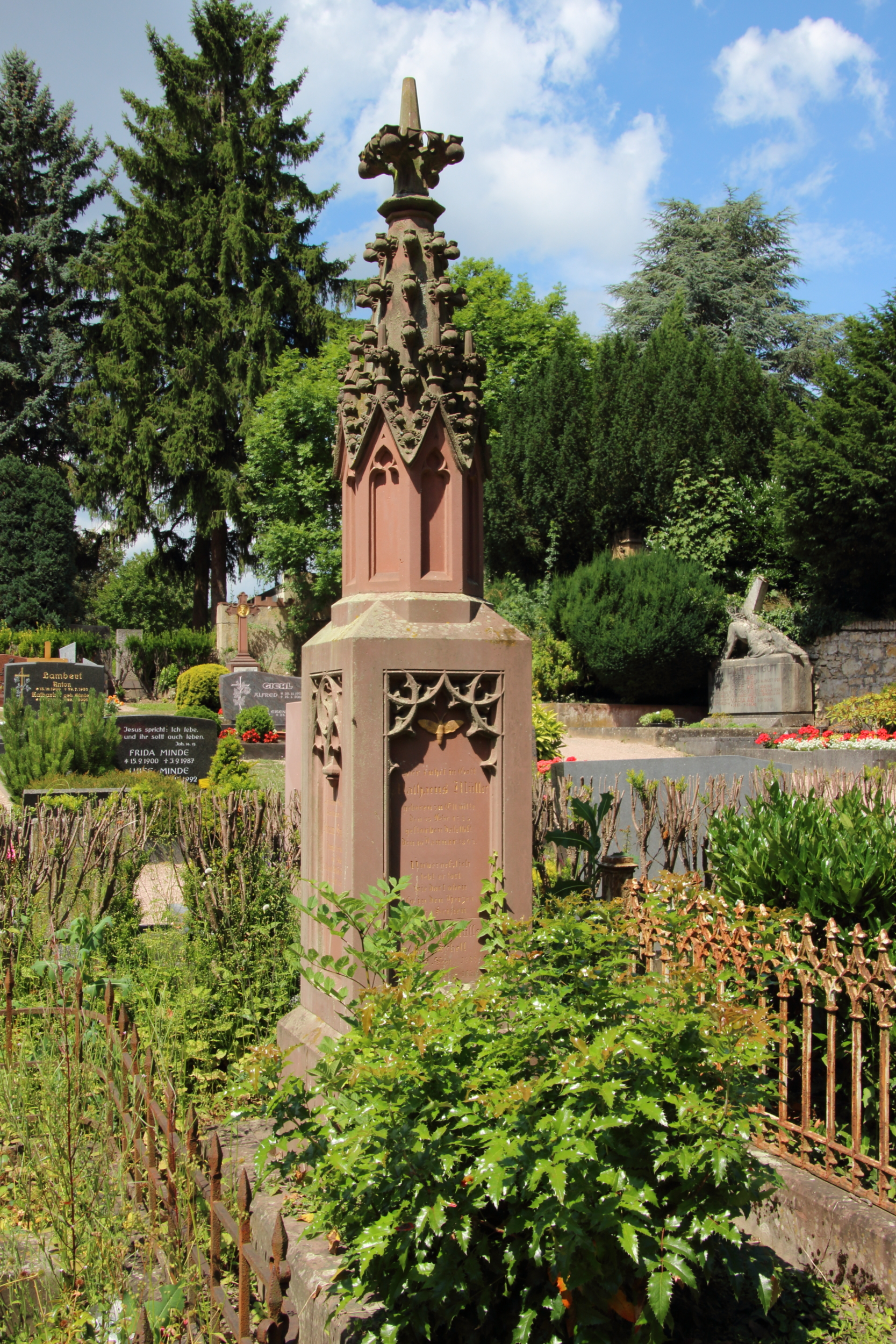
Grabmal von Matheus Müller auf dem Eltviller Friedhof

Matheus Müller (* 25. Februar 1773 in Eltville am Rhein; † 10. Januar 1847 ebenda) war ein deutscher Sektfabrikant (MM) und Regionalpolitiker.

## Leben
Sein Vater, Philipp Müller (1735–1817), war, wie schon der Großvater Gerhard (1689–1752), Küfermeister in Eltville. Seine Mutter, Maria Agnes (1743–1832) war eine Tochter des Kiedricher Müllermeisters Johann Philipp Baldner. Matheus besuchte die Schule des Louis Frédéric Garnier und erlernte das väterliche Handwerk.
1800 heiratete er in Eltville Dorothea (1775–1813), die Tochter des Johann Georg Schell aus Höchst. Nach ihrem frühen Tod heiratete er 1814 in Eltville ihre Schwester Catarina (1773–1856), mit der er 13 Kinder hatte, von denen die meisten früh starben. Sein Sohn, Matheus d. J. (1802–1870), und Enkel wurden auch Sektfabrikanten.
Im Jahr 1811 erwarb Matheus Müller den ehemaligen Hof des Freiherrn von Sohlern zwischen Schmiedegasse und Leergasse, auf dem er einen Weinhandel begann. Zur Vergrößerung des Unternehmens kaufte er von der Stadt einen Teil der Befestigungsanlage hinzu.
Sein Sohn Friedrich Franz Müller hatte als Einkäufer von Mumm & Co. in der Champagne die Flaschengärmethode kennengelernt. Ab 1831 unternahm er mit seinem Vater Mathias Versuche zur Herstellung von Schaumwein. Zwei Jahre nachdem Carl Burgeff Erfolg damit hatte, nahm Müller 1838 auch die Herstellung seines Eltville Moussierenden auf. Später bewarb er die Produkte mit dem eingängigen Namenskürzel MM.
1841 bis 1843 war er für die Gruppe der Grundbesitzer Mitglied der nassauischen Deputiertenkammer.

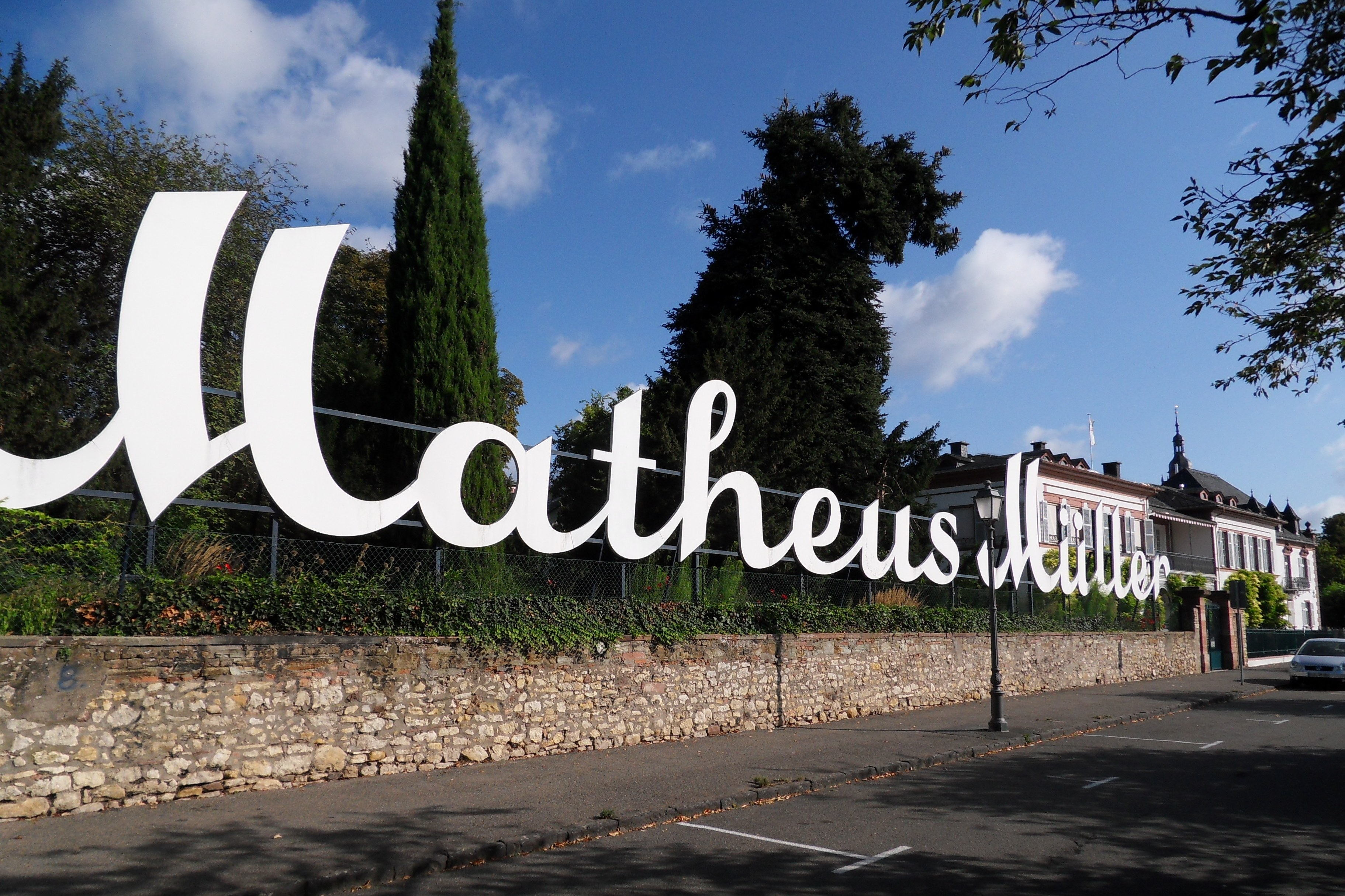
Schriftzug Matheus Müller an der Rheinfront der Sektkellerei MM in Eltville am Rhein

Anteilschein über 600 DM der Matheus Müller KGaA vom September 1958

In den 1970er-Jahren wurde die Marke MM in Printmedien mit dem Slogan „In Ihren Händen steht’s geschrieben“ beworben, neben dem Bild einer geöffneten weiblichen Handfläche deren Handlinien vom geschwungenen Buchstaben M der Marke nachgezeichnet werden. Zu Beginn des 20. Jahrhunderts erschienen deutschlandweit Anzeigen seines Sektes, hier u. a. wieder mit dem Bild eines weiblichen Porträts. Einer solchen Anzeige ist zu entnehmen, dass er in alle damaligen deutschen Kleinstaaten lieferte und zwar fast ausschließlich als Hoflieferant, selbst nach Norwegen und Schweden exportierte Müller seine Erzeugnisse.
Die Matheus Müller Sektkellereien mit ihrer Sektmarke MM Extra gingen in den am 16. Januar 2002 entstandenen Rotkäppchen-Mumm Sektkellereien auf.